# Stacey Ross
Pour les articles homonymes, voir Ross.
Stacey Ross, né le 21 octobre 1973 à Londres, est un joueur professionnel de squash représentant l'Angleterre. Il atteint en juin 2007 la 39e place mondiale sur le circuit international, son meilleur classement. 

## Biographie
Junior prometteur, il remporte le British Junior Open en moins de 14 ans et moins de 16 ans. Il se détourne d'abord du squash pour exercer un métier plus rémunérateur à la City mais à 26 ans, il lâche tout pour se consacrer au squash. Sa carrière fut ensuite gâchée par de multiples blessures mais néanmoins, il se qualifie plusieurs fois pour le British Open sans réussir à passer le premier tour. Il remporte un unique tournoi en 2005. Après sa retraite de joueur de haut niveau, il devient entraîneur dans un club.